# Jürgen von Kamptz
Jürgen Christof Albrecht Axel von Kamptz (Aurich, 11 augustus 1891 - Roisdorf, 12 augustus 1954) was een Duitse officier en SS-Obergruppenführer (luitenant-generaal). Hij was generaal in de politie tijdens de Tweede Wereldoorlog en Befehlshaber der Ordnungspolizei (BdO) in het Protectoraat Bohemen en Moravië, Noorwegen en Italië.

## Levensloop

### Jonge jaren en Eerste Wereldoorlog
Jürgen von Kamptz werd geboren op 11 augustus 1891 in Aurich. Hij ging van 1897 tot 1901 naar de basisschool, waarna hij naar het gymnasium ging en afstudeerde in het hoger onderwijs en de school afsloot. Op 8 juni 1912 trad hij als Fahnenjunker in dienst van het Infanterie-Regiment General-Feldmarshchall Prinz Friedrich Karl von Preußen (8. Brandenburgisches) Nr.64. Hij nam ook deel aan de Eerste Wereldoorlog, en werd aan het westfront ingezet.

### Interbellum
In 1920 verliet von Kamptz in het Charakter van een Oberleutnant het Deutsches Heer. Hij trad in de dienst van de Pruisische politie. Nog voor de overname van de macht door de nationaalsocialisten werd hij in augustus 1932 lid van de NSDAP. Van eind september tot midden juni 1933 was hij in de 3e afdeling van de politie in het Pruisische ministerie van Binnenlandse Zaken werkzaam. Daarna was hij tot april 1937 Generalinspekteur van de Gendarmerie en de Stadtpolizei in het Hauptamt Ordnungspolizei. Van april 1937 tot juni 1939 was hij commandant van de Schutzpolizei in Berlijn. Op 12 maart 1938 werd von Kamptz lid van de SS en kreeg de rang van SS-Oberführer.

### Tweede Wereldoorlog
Nog voor het begin van de Tweede Wereldoorlog werd von Kamptz benoemd tot Befehlshaber der Ordnungspolizei (BdO), ('Bevelhebber van de Ordnungspolitie'), van het Protectoraat Bohemen en Moravië. Vanaf mei 1941 werd hij opgevolgd door Otto von Oelhafen. Van eind april 1941 tot eind mei 1943 was von Kamptz in het Hauptamt Ordnungspolizei als Generalinspekteur van de Gendarmerie en de Schutzpolizei voor de gemeenschappelijke inzetten en volgde Rudolf Querner in zijn functie op. Van begin juni 1943 tot september 1943 was von Kamptz BdO van het Rijkscommissariaat Noorwegen met zijn kantoor in Oslo.
In september 1943 werd von Kamptz naar Italië overgeplaatst, waar hij BdO van Italië onder de Höchster SS- und Polizeiführer Karl Wolff werd. Von Kamptz was als BdO verantwoordelijk voor de staf die de bestrijding van de "bendes", verzetsstrijders en de dode politieke gevangenen die respectievelijk in een concentratiekamp waren ondergebracht. Na overleg met Theo Dannecker en later Friedrich Bosshammer stelde von Kamptz uit Italianen bestaande wachtmanschappen van de Ordnungspolizei ter beschikking voor de deportatie van Joden.
Op 1 augustus 1944 werd von Kamptz bevorderd tot SS-Obergruppenführer en generaal in de politie. Voor zijn verdienste werd hij door Heinrich Himmler persoonlijk voorgedragen voor het Duitse Kruis in zilver. Dit werd hem op 7 februari 1945 uitgereikt.

### Naoorlogse periode
Op 29 april 1945 raakte von Kamptz in krijgsgevangenschap. Hij werd vanuit Rimini naar het Britse gevangenkamp "Island Farm" in Bridgend overgebracht. In oktober 1947 werd hij naar het interneringskamp Neuengamme gebracht.
Van het verdere verloop van zijn leven is niets bekend.

### Familie[1]
Von Kamptz trouwde op 30 september 1918 met Veronika Ayrer. Uit dit huwelijk kwamen twee dochters (20 september 1920 en 24 mei 1923) voort. Het gezin woonde aan de 14 Yorkstrasse in Praag tot 1945, toen ze geëvacueerd moesten worden naar Eben am Achensee in Tirol.

## Carrière
Von Kamptz bekleedde verschillende rangen in zowel de Allgemeine-SS als Politie. De volgende tabel laat zien dat de bevorderingen niet synchroon liepen.
| Datum                                                               | Deutsches Heer | Reichswehr                 | Politie | Allgemeine-SS        |
| ------------------------------------------------------------------- | -------------- | -------------------------- | --- | -------------------- |
| 6/8 juni 1912                                                       | Fahnenjunker   | —                          | — | —                    |
| 27 januari 1913                                                     | Fähnrich       | —                          | — | —                    |
| 17 februari 1914                                                    | Leutnant       | —                          | — | —                    |
| 30/31 januari 1920                                                  | —              | Charakter als Oberleutnant | — | —                    |
| 1 februari 1920                                                     | —              | —                          | Leutnant der Polizei | —                    |
| 20 juni 1921                                                        | —              | —                          | Oberleutnant der Polizei | —                    |
| 29 juli 1923                                                        | —              | —                          | Hauptmann der Polizei (hernoemd op 10 juni 1929 in Landjäger-Hauptmann)                                                      | —                    |
| 23 december 1929                                                    | —              | —                          | Landjäger-Major | —                    |
| 27 september 1933                                                   | —              | —                          | Landjäger-Oberstleutnant | —                    |
| 9 augustus 1934 (met ingang van 5 augustus 1934)                    | —              | —                          | Oberst der Gendarmerie | —                    |
| 1 april 1936 (met ingang van 1 april 1936 en RDA van 20 april 1937) | —              | —                          | Generalmajor der Gendarmerie (hernoemd in Generalmajor der Gendarmerie, toekomstige benaming Generalmajor der Schutzpolizei) | —                    |
| 17 juni 1936                                                        | —              | —                          | Hernoemd in Generalmajor der Polizei                                                                                         | —                    |
| 12 maart 1938                                                       | —              | —                          | — | SS-Mann              |
| 12 maart 1938                                                       | —              | —                          | — | SS-Oberführer        |
| 20 april 1939                                                       | —              | —                          | — | SS-Brigadeführer     |
| 20 april 1939 (met ingang van 1 juli 1940 en RDA van 20 april 1939) | —              | —                          | Charakter als Generalleutnant der Ordnungspolizei                                                                            | —                    |
| 1 juli 1940 (RDA van 20 april 1939)                                 | —              | —                          | Generalleutnant der Ordnungspolizei                                                                                          | —                    |
| 9 november 1940                                                     | —              | —                          | — | SS-Gruppenführer     |
| 30 juli 1944 (met ingang van 1 augustus 1944)                       | —              | —                          | Generaal in de politie | SS-Obergruppenführer |

## Lidmaatschapsnummers
- NSDAP-nr.: 1 258 905[10](lid geworden 1 augustus 1932[1][5][9])
- SS-nr.: 292 714[7][10](lid geworden 12 maart 1938[1][5][9])

## Onderscheidingen
Selectie:
- Duitse Kruis in zilver op 7 februari 1945 als SS-Obergruppenführer en General der Polizei en Höchster SS- u.PolizeiFührer in Italien[1][5][7][10][14][15]
- IJzeren Kruis 1914, 1e Klasse[12] en 2e Klasse[1][5][7][10][15]
- Herhalingsgesp bij IJzeren Kruis 1939, 1e Klasse en 2e Klasse[1][5]
- Kruis voor Oorlogsverdienste, 1e Klasse[7][14]  en 2e Klasse (20 april 1942)[7] met Zwaarden[1][5][10]
- Gewondeninsigne 1918 in goud[1][5][7][10][12] in 1918[15]
- Dienstonderscheiding van de Politie, 1e Klasse (25 dienstjaren)[1][5][15] op 8 augustus 1944[7]
- Duits Olympisch Ereteken, 1e Klasse ("Voor zeer bijzondere verdienste bij het organiseren van de spelen")[5][7] in 1936[15]